# Saul van Stapele
Saul van Stapele (29 augustus 1974) is een Nederlandse schrijver en freelance journalist.
Hij schrijft onder meer verhalen over Hiphop, jongerencultuur en de multiculturele samenleving. Hij is afgestudeerd aan de School voor de Journalistiek in Utrecht en werkte onder andere op de kunstredactie van de Haagsche Courant, als hiphopkenner voor muziektijdschrift OOR en als verslaggever voor het weekblad Nieuwe Revu. Zijn bekendste werk is het boek Van Brooklyn naar Breukelen, waarin hij de geschiedenis van de Nederlandse hiphop vormgeeft. In 2004 werkte Saul van Stapele bij het tijdschrift Vibe Magazine. Samen met mensen als Riza, Reinout van Gendt en Zvezdana Vukojevic was hij verantwoordelijk voor het eerste Vibe magazine buiten de Verenigde Staten. Maar na onenigheid met de uitgever en directie hebben zij het kamp verlaten en draaide Vibe nog een paar maanden zonder hun steun verder. In oktober 2012 verscheen zijn boek Witte Panters, over twee blanke jongens die aansluiting zoeken bij die in hun stad op pleintjes rondhangen en op televisie ‘straatterroristen’ worden genoemd. 
Tegenwoordig schrijft hij voor het NRC Handelsblad en nrc.next.

## Pop Media Prijs
In 2012 won hij de Pop Media Prijs.

## Werken
- 2002 Van Brooklyn Naar Breukelen - 20 jaar hiphop in Nederland  ISBN 90-74305-04-0
- 2003 Crips.nl - 15 jaar gangcultuur in Nederland  ISBN 90-5000-528-4
- 2012 Witte panters  ISBN 9789048815159

- Gemeinsame Normdatei: 102782935X
- International Standard Name Identifier: 0000 0000 3692 461X
- Library of Congress Control Number: n2003086016
- Nederlandse Thesaurus van Auteursnamen: 239675142
- Virtual International Authority File: 75693670
- WorldCat: E39PBJpPDb9FJgTdpQK7ywgHYP